# 서경 4도
서경 4도(西經4度)는 본초 자오선에서 서쪽으로 4도 떨어진 경선이다. 북극점에서 시작하여 북극해, 유럽, 아프리카, 대서양, 남극해, 남극을 거쳐 남극점에 이른다.
서경 4도는 동경 176도와 이어져 지구의 둘레를 이룬다.

북극점에서 남극점까지 서경 4도선은 다음 지역을 지나간다.
| 좌표                                                | 나라, 지역, 해역 | 비고                                                                                                   |
| --------------------------------------------------- | ---------------- | --- |
| 북위 90° 0′ 서경 4° 0′  / 북위 90.000° 서경 4.000°  | 북극해           | |
| 북위 81° 52′ 서경 4° 0′  / 북위 81.867° 서경 4.000° | 대서양           | |
| 북위 58° 34′ 서경 4° 0′  / 북위 58.567° 서경 4.000° | 영국             | 스코틀랜드                                                                                             |
| 북위 57° 56′ 서경 4° 0′  / 북위 57.933° 서경 4.000° | 북해             | 도녹 만                                                                                                |
| 북위 57° 50′ 서경 4° 0′  / 북위 57.833° 서경 4.000° | 영국             | 스코틀랜드                                                                                             |
| 북위 57° 42′ 서경 4° 0′  / 북위 57.700° 서경 4.000° | 북해             | 머리 만                                                                                                |
| 북위 57° 36′ 서경 4° 0′  / 북위 57.600° 서경 4.000° | 영국             | 스코틀랜드 — 글래스고 바로 동쪽 머더웰 (북위 55° 48′ 서경 4° 0′  / 북위 55.800° 서경 4.000° )을 통과함 |
| 북위 54° 46′ 서경 4° 0′  / 북위 54.767° 서경 4.000° | 아일랜드해       | |
| 북위 53° 15′ 서경 4° 0′  / 북위 53.250° 서경 4.000° | 영국             | 웨일스 — 스완지 (북위 51° 38′ 서경 3° 57′  / 북위 51.633° 서경 3.950° ) 바로 서쪽을 지나감             |
| 북위 51° 54′ 서경 4° 0′  / 북위 51.900° 서경 4.000° | 브리스톨 해협    | |
| 북위 51° 13′ 서경 4° 0′  / 북위 51.217° 서경 4.000° | 영국             | 잉글랜드 — 플리머스 (북위 50° 22′ 서경 4° 9′  / 북위 50.367° 서경 4.150° ) 바로 동쪽을 지나감          |
| 북위 50° 18′ 서경 4° 0′  / 북위 50.300° 서경 4.000° | 대서양           | 영국 해협                                                                                              |
| 북위 48° 43′ 서경 4° 0′  / 북위 48.717° 서경 4.000° | 프랑스           | |
| 북위 47° 51′ 서경 4° 0′  / 북위 47.850° 서경 4.000° | 대서양           | 비스케이만                                                                                             |
| 북위 43° 27′ 서경 4° 0′  / 북위 43.450° 서경 4.000° | 스페인           | |
| 북위 46° 45′ 서경 4° 0′  / 북위 46.750° 서경 4.000° | 지중해           | 알보란해                                                                                               |
| 북위 35° 14′ 서경 4° 0′  / 북위 35.233° 서경 4.000° | 모로코           | |
| 북위 30° 51′ 서경 4° 0′  / 북위 30.850° 서경 4.000° | 알제리           | |
| 북위 24° 28′ 서경 4° 0′  / 북위 24.467° 서경 4.000° | 말리             | |
| 북위 13° 26′ 서경 4° 0′  / 북위 13.433° 서경 4.000° | 부르키나파소     | |
| 북위 9° 50′ 서경 4° 0′  / 북위 9.833° 서경 4.000°   | 코트디부아르     | 아비장 (북위 5° 19′ 서경 4° 2′  / 북위 5.317° 서경 4.033° )의 바로 동쪽을 지나감                       |
| 북위 5° 14′ 서경 4° 0′  / 북위 5.233° 서경 4.000°   | 대서양           | |
| 남위 60° 0′ 서경 4° 0′  / 남위 60.000° 서경 4.000°  | 남극해           | |
| 남위 70° 19′ 서경 4° 0′  / 남위 70.317° 서경 4.000° | 남극             | 퀸모드랜드, 노르웨이가 영유권을 주장한다.                                                              |

## 같이 보기
- 서경 5도
- 서경 3도